# Macabre (álbum)
Macabre (estilizado como MACABRE) es un álbum de DIR EN GREY lanzado el 20 de septiembre del año 2000. Es el primer disco de la banda en colaboración con Firewall de Free-Will y Sony Music Entertainment Japan. El arte del álbum está muy influenciado con el idioma ruso, ya que la lírica de "Deity" esta en ruso. Además de que en el tracklist del álbum, se utilizó la numeración rusa escrita en vez de números. Al igual que "GAUZE", la lírica de cada track incluía un pequeño poema junto a una imagen o fotografía.

## Canciones
| N.º | Título                                                                         | Duración |  |
| 1.  | «Deity»                                                                        | 04:15    |  |
| 2.  | «脈» (Myaku)                                                                   | 04:05    |  |
| 3.  | «理由» (Wake)                                                                  | 05:12    |  |
| 4.  | «egnirys cimredopyh +) an injection»                                           | 05:16    |  |
| 5.  | «Hydra»                                                                        | 05:41    |  |
| 6.  | «蛍火» (Hotarubi)                                                              | 06:06    |  |
| 7.  | «【KR】cube»                                                                   | 04:09    |  |
| 8.  | «Berry»                                                                        | 04:20    |  |
| 9.  | «MACABRE —揚羽ノ羽三ノ夢ハ二蛹一—» (MACABRE -Sanagi no Yume wa Ageha no Hane-) | 10:49    |  |
| 10. | «Audrey»                                                                       | 04:33    |  |
| 11. | «羅刹国» (Rasetsukoku)                                                         | 03:35    |  |
| 12. | «ザクロ» (Zakuro)                                                              | 08:37    |  |
| 13. | «太陽の碧» (Taiyou no ao)                                                      | 06:19    |  |